# تشارلز ولكوت رايدر جونيور
تشارلز ولكوت رايدر جونيور (بالإنجليزية: Charles Wolcott Ryder, Jr.)‏ هو عسكري أمريكي، ولد في 20 نوفمبر 1920، وتوفي في 28 مارس 2010.